# Hofgericht Darmstadt
Das Hofgericht Darmstadt war ein Hofgericht und Obergericht erst der Landgrafschaft Hessen-Darmstadt, dann des Großherzogtums Hessen mit Sitz in Darmstadt und einem Gerichtsbezirk, der sich über Provinz Starkenburg in ihrem jeweiligen Umfang erstreckte. Es bestand bis 1879.

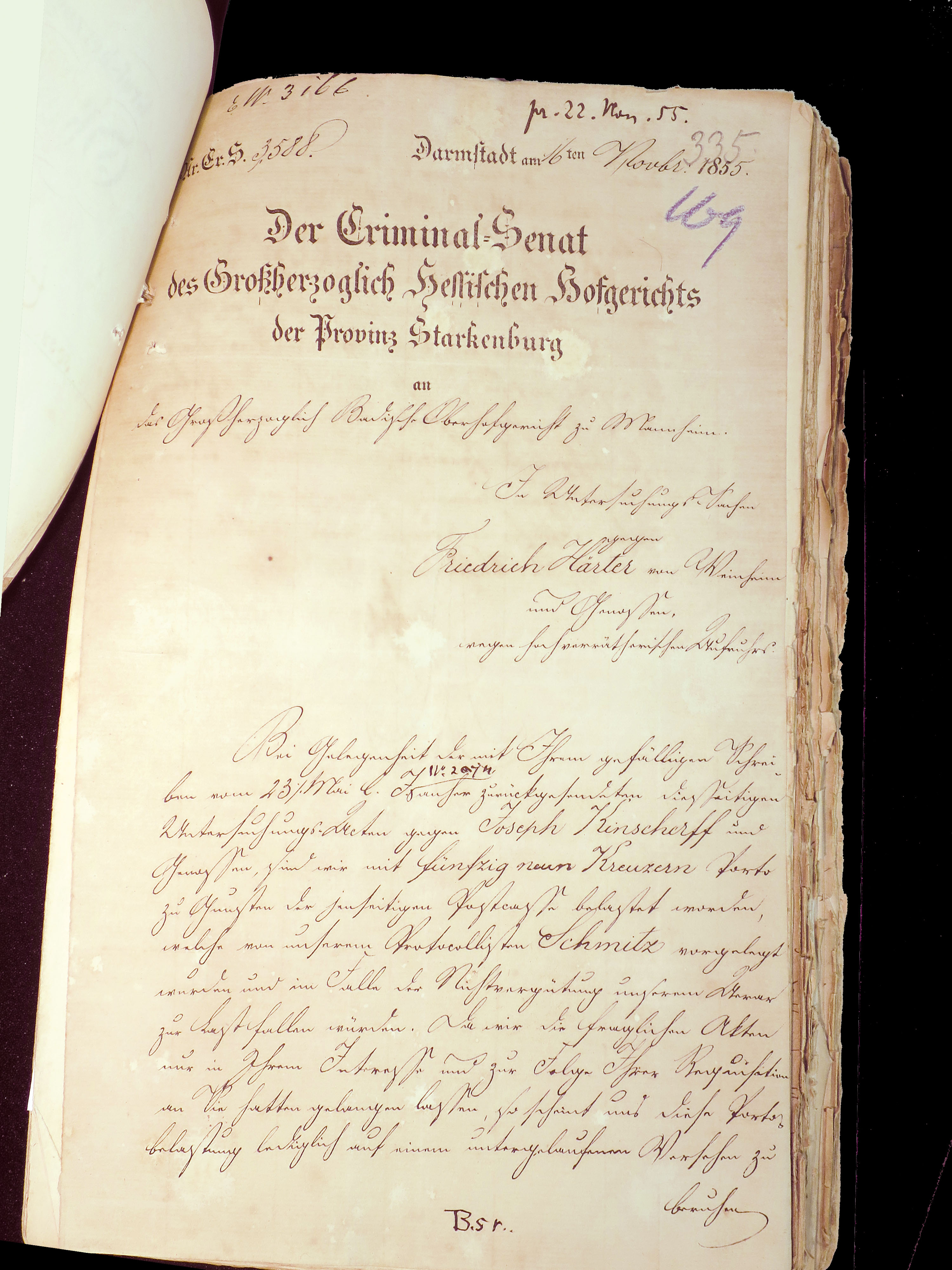
Briefbogen des Hofgerichts Darmstadt, 1855

## Geschichte

### Entstehung
Höheres Gericht für den Teil Starkenburgs, der zur Landgrafschaft Hessen-Darmstadt gehörte, überwiegend die Obergrafschaft Katzenelnbogen, war ursprünglich die Kanzlei und – daraus hervorgegangen – später die Regierung in Darmstadt. Für die Strafjustiz gab es bereits seit dem 17. Jahrhundert, endgültig seit der Kriminal- und peinlichen Gerichtsordnung vom 13. September 1726, auf gleicher Ebene ein „Peinliches Gericht“. Mit zwei Organisationsedikten vom 12. Oktober 1803 wurde die Landgrafschaft in erheblichem Umfang modernisiert: Die Provinz Starkenburg entstand und auf dieser Ebene erfolgte gleichzeitig die Trennung der Rechtsprechung von der Verwaltung. Die Verwaltung nahm nun ein Regierungskollegium, die Rechtsprechung ein Justizkollegium wahr. Letzteres erhielt in der Ausführungsverordnung vom 9. Dezember 1803 die Bezeichnung „Hofgericht“.

### Weitere Entwicklung
Mit der Gründung des Großherzogtums Hessen 1806 behielt das Hofgericht Darmstadt seine hergebrachte Funktion bei, die allerdings räumlich nun auch auf alle Gebiete ausgeweitet wurden, die im Zuge der Mediatisierung der Provinz Starkenburg zufielen. Eine Erweiterung der sachlichen Zuständigkeit brachte die Verwaltungsreform von 1832, als auch im Bereich der Polizei- und Forstgerichtsbarkeit die Trennung der Rechtsprechung von der Verwaltung erfolgte. Das Hofgericht übernahm nun auch hier die zweitinstanzliche Entscheidung.
Im Zuge der Revolution von 1848 wurde nun auch im rechtsrheinischen Teil des Großherzogtums das mündliche und öffentliche Strafverfahren und Schwurgerichte eingeführt. Dazu wurden bei den Hofgerichten „Kriminalsenate“ gebildet.
Der Friedensvertrag vom 3. September 1866 zwischen dem Großherzogtum Hessen und dem Königreich Preußen nach dem Krieg von 1866 hatte nur geringe Auswirkungen auf den Umfang des Gerichtsbezirks des Hofgerichts Darmstadt. Lediglich das zuvor kurhessische Dorf Rumpenheim, nun im Bezirk des Landgerichts Offenbach gelegen, trat hinzu.

### Ende
Mit dem Gerichtsverfassungsgesetz von 1877 wurden Organisation und Bezeichnungen der Gerichte reichsweit vereinheitlicht. Zum 1. Oktober 1879 hob das Großherzogtum Hessen deshalb das Hofgericht Darmstadt auf. Funktional ersetzt wurde es durch das Landgericht Darmstadt.

## Zuständigkeiten

### Örtliche Zuständigkeit
Die örtliche Zuständigkeit des Hofgerichts Darmstadt erstreckte sich über die Provinz Starkenburg des Großherzogtums.

### Sachliche Zuständigkeit
In bürgerlichen Streitsachen war das Gericht die zweite Instanz.
Erste Instanz war es im Bereich des Familienrechts, des Strafrechts bei schweren Verbrechen und für Personen, die ein entsprechendes Gerichtsstandsprivileg besaßen, insbesondere Schriftsässige (höherer Adel). Das „Peinliche Gericht“ blieb erhalten, war aber nach der Reform von 1803 eine Untersuchungsbehörde und trug seit 1810 die Bezeichnung „Kriminalgericht“.

### Instanzielle Position
Übergeordnetes Gericht war das Oberappellationsgericht Darmstadt.
Nachgeordnete Gerichte waren zunächst die Ämter. Als 1821 auch auf dieser Ebene Verwaltung und Rechtsprechung getrennt wurden, entstanden zunächst im nachgeordneten Bereich unterschiedliche Strukturen:
- In den Dominiallanden (Gebiete ungeteilter staatlicher Souveränität) wurden für die Rechtsprechung Landgerichte eingerichtet.
- In den Souveränitätslanden (Gebiete, in denen sich die Rechtsprechung in der Hand adeliger Familien befand) war das differenzierter:
  - Soweit es sich um Patrimonialgerichte und kleinere Standesherrschaften mit einer Gerichtsbarkeit handelte, die keinen eigenen Instanzenzug hatte, war das Hofgericht Darmstadt ebenfalls zweite Instanz.
  - In größeren Standesherrschaften mit einer eigenen Justizkanzlei war diese die zweite Instanz. Erst Berufungen gegen Urteile einer Justizkanzlei gelangten an das Hofgericht, das in diesen Bereichen die dritte Instanz bildete. Der Rechtszug in diesen Gebieten wies also vier Instanzen auf. Justizkanzleien, die auch für Gebiete zuständig waren, die im Bezirk des Hofgerichts Darmstadt lagen waren:
    - Büdingen (1817–1825[8]) – für die Standesherrschaft Isenburg und
    - Michelstadt – für die Standesherrschaft Erbach und Kondominate mit Löwenstein-Wertheim.[Anm. 2]

Nachdem die diese Sonderformen der Gerichtsverfassung in den 1820er Jahren endgültig aufgelöst und deren Aufgaben auf das Hofgericht Darmstadt übertragen waren, bestanden im nachgeordneten Bereich ausschließlich noch Landgerichte, mit einer Ausnahme: Das für die Provinzhauptstadt Darmstadt zuständige Gericht trug die Bezeichnung Stadtgericht Darmstadt (ohne dass es einen Unterschied in der sachlichen Zuständigkeit zu den Landgerichten gab).

## Persönlichkeiten

### Direktoren und Präsidenten
sortiert nach Amtszeit 
- Eberhard Jodocus Weller (1834–1855)
- Friedrich Christian Gustav von Hombergk zu Vach (1855–1858)[9][10]
- Friedrich Lotheissen (1858–1859[Anm. 3])
- Georg Krug (1859–1873[Anm. 4])
- Friedrich Kraft (1873–1874)
- Heinrich Stüber (1876–1879)

### Richter
sortiert nach Eintrittsalter 
- Carl Ludwig (1811–1813)
- Georg Hallwachs (1811–1830)
- Friedrich Christian Gustav von Hombergk zu Vach (1812–1827)
- Friedrich von Grolman (1817–1832)
- Jacob Gottfried Weber (1818–1832)
- Wilhelm Müller (1820–1834)
- Karl Christian Schweickart (1825–1833)
- Joseph von Münch-Bellinghausen (1825–1836)
- Christian Karl Theodor Weyland (1830–1835)
- Andreas von Hesse (1830–1836)
- Georg Krug (1835–1841)
- Friedrich Lotheissen (1835–1841)
- Heinrich Frank (1836–1845)
- Emil von Grolman (1846–1861)
- Karl Ferdinand Schulz (1848–1865)
- August Strecker (1849–?)
- Eduard Seitz (1850–1853)
- Karl Ludwig Draud (1850–1860)
- Ludwig Zimmermann (Richter) (1852–1875)
- Karl Ludwig Wilhelm Daniel Draudt (1853–1860)
- Carl Brenner (1856–?)
- Heinrich Stüber (1858–1879)
- Ludwig Hallwachs (1862–1872)
- Eugen Franck (1869–1879)
- Wilhelm Heinzerling (1875–1879)